# Club Biguá de Villa Biarritz
O Club Biguá de Villa Biarritz é um tradicional clube poliesportivo uruguaio, localizado em Montevidéu, fundado em 14 de abril de 1931 por praticantes de práticas esportivas desamparados pelo fechamento da Associação Cristã de Moços. Sua sede está localizada no bairro de Villa Biarritz.
O basquetebol é uma das modalidades mais emblemáticas do Biguá e o departamento do clube já ganhou sete títulos nacionais e dois Sul-Americano. No ano de 2022, conquistou o vice-campeonato da Champions League Américas 2021–22, feito elogiado pela imprensa uruguaia por ter recolocado o país na fase final de um certame internacional, fato que não acontecia desde 2014.

## Títulos
| Internacionais           | Internacionais | Internacionais                      | Internacionais |
| Competição               | Títulos        | Temporadas                          |                |
| ------------------------ | -------------- | ----------------------------------- | -------------- |
| Campeonato Sul-Americano | 2              | 1992 e 2008                         |                |
| Nacionais                |                |                                     |                |
| Competição               | Títulos        | Temporadas                          |                |
| Liga Uruguaia            | 4              | 2007-08, 2008-09, 2020-21 e 2021-22 |                |
| Campeonato Federal       | 3              | 1988, 1989 e 1990                   |                |
| Súper 4                  | 2              | 2008 e 2023                         |                |